# Gauloises
Gauloises é uma marca de cigarros francesa, produzidos pela companhia Altadis.

## História

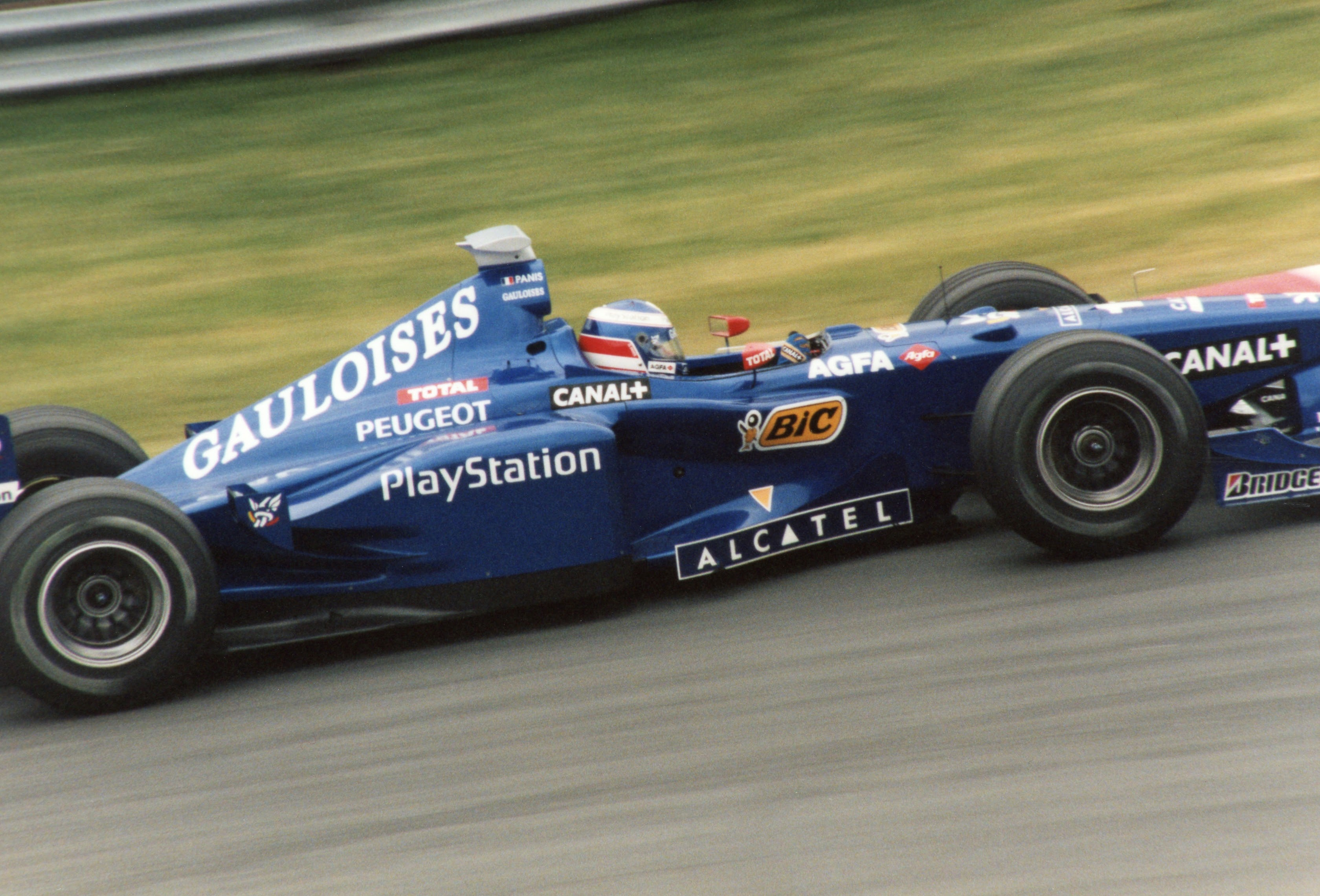
Carro de Olivier Panis, em 1998, patrocinado pela marca

A marca foi fundada em 1910, se tornou notável por patrocinar na Fórmula 1 a Equipe Ligier em 1996  a Prost Grand Prix entre 1997 e 2000, na MotoGP entre 2001 e 2005 e no Campeonato Mundial de Rali em 2006.